# جاك في
جاك في (بالإنجليزية: Jack Fee)‏ هو لاعب كرة قاعدة أمريكي، ولد في 23 ديسمبر 1867 في كربونديل في الولايات المتحدة، وتوفي بنفس المكان في 3 مارس 1913.

## وصلات خارجية
- جاك في على موقعبيزبول رفرنس.كوم (الدوري الرئيسي) (الإنجليزية)